# Nothrus oblongus
Nothrus oblongus is een mijtensoort uit de familie van de Nothridae. De wetenschappelijke naam van de soort is voor het eerst geldig gepubliceerd in 1961 door Hammer.